# Penicillium verruculosum
Penicillium verruculosum är en svampart som beskrevs av Peyronel 1913. Penicillium verruculosum ingår i släktet Penicillium och familjen Trichocomaceae.   Inga underarter finns listade i Catalogue of Life.